# هاري جايلز
هاري جايلز (22 أبريل 1998 في الولايات المتحدة - ) (بالإنجليزية: Harry Giles)‏ هو لاعب كرة سلة أمريكي في مركز هجوم قوي الجسم. لعب مع دوق بلو ديفلز للرجال.

## وصلات خارجية
- هاري جايلز على موقع الاتحاد الدولي لكرة السلة (الإنجليزية)
- هاري جايلز على موقع إن بي أي (الإنجليزية)
- هاري جايلز على موقع سبورتس رفرنس (الإنجليزية)
- هاري جايلز على موقع كرة السلة الأوروبية.كوم (الإنجليزية)
- هاري جايلز على موقع إي إس بي إن.كوم (الإنجليزية)
- هاري جايلز على موقع كلية كرة السلة في سبورتس رفرنس.كوم (الإنجليزية)
- هاري جايلز على موقع ريلجم (الإنجليزية)
- هاري جايلز على موقع بروبوليرز (الإنجليزية)
- هاري جايلز على موقع سبورتس رفرنس (الإنجليزية)
- هاري جايلز على موقع سبورتس رفرنس (الإنجليزية)